# Geoff Bunn
Geoff Bunn (Birmingham, 1963) è un pittore britannico, aderente alla corrente filosofica del concettualismo.

## Biografia
Nato negli anni sessanta del XX secolo, iniziò a lavorare come ingegnere prima di tornare agli studi della filosofia che compì all'Università di Bath laurendosi in filosofia.
Egli può essere considerato un artista filosofo che segue l'arte concettuale, riuscendo a trovare in questo modo di sentire l'ispirazione per la sua arte.
Si trasferisce nei paesi scandinavi dove trova l'estro per esternare le sue sensazioni ed ivi realizza gran parte dei suoi lavori riuscendo ad ottenere grande interesse nell'ambiente culturale di quei paesi.
Il suo spirito inquieto lo spinge però ad un cambiamento radicale e si trasferisce quindi in Francia in un ambiente bucolico ed agreste, lontano dal clamore della modernità.